# 1989 ML
1989 ML är en asteroid i huvudbältet som upptäcktes den 29 juni 1989 av de båda  amerikanska astronomerna Eleanor F. Helin och Jeff T. Alu vid Palomar-observatoriet.
Den tillhör asteroidgruppen Amor.